# 雲南民族村

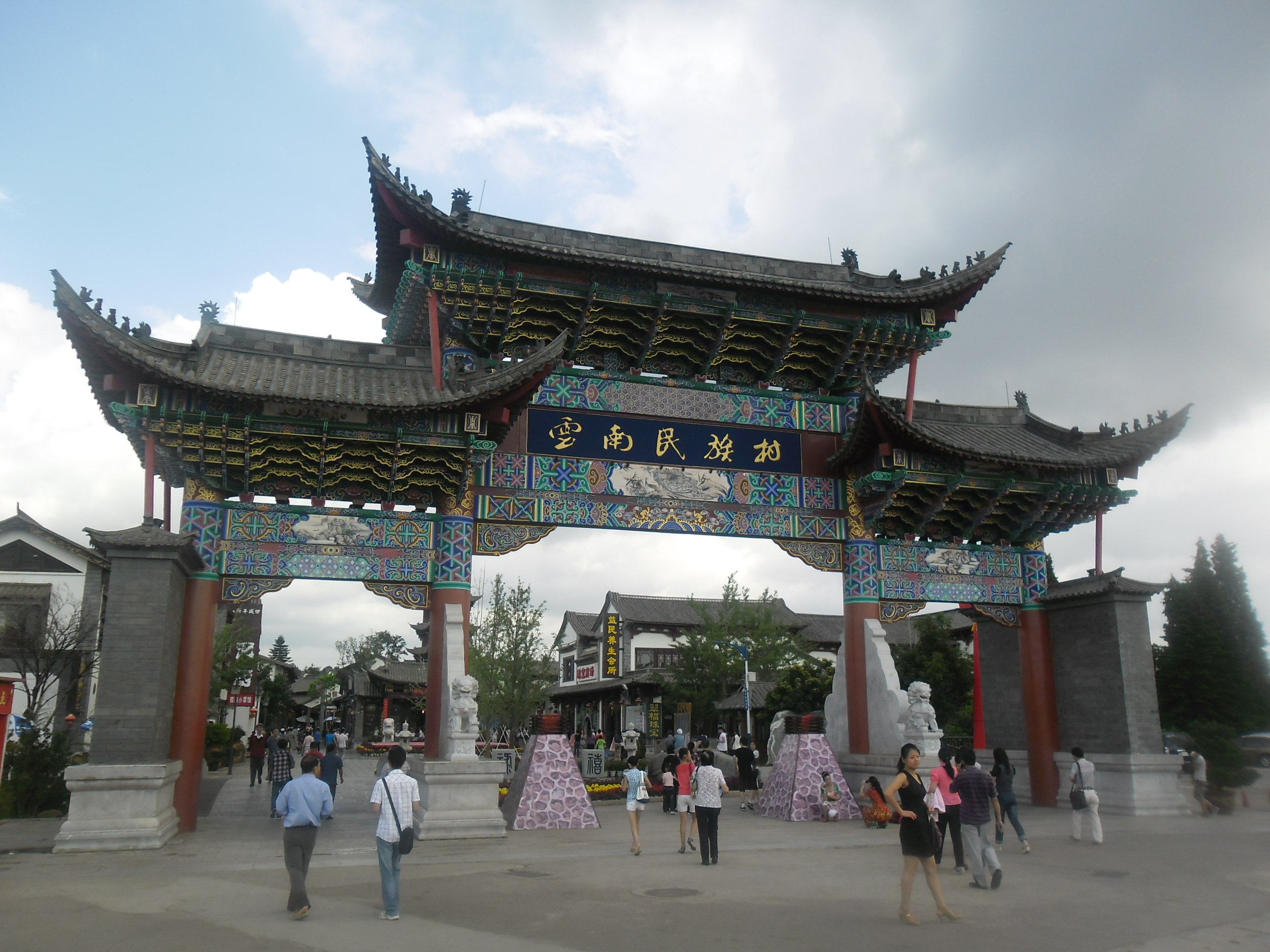
雲南民族村の入り口

雲南民族村 (うんなんみんぞくむら、中国語: 云南民族村) は、中国雲南省の26の民族グループのさまざまな民間伝承、文化、建築を展示するテーマパークである。この公園の主な目的は、雲南省の民族性、文化的多様性、遺産のいくつかの面を展示するこである。 
雲南民族村は昆明市の南西郊外にある滇池に隣接する。面積は89ヘクタールで、31ヘクタールの水面を含んでいる。 中国の観光地等級AAAAの観光名所に指定されている。

## 民族
26の民族の展示を行なっている。

## おもなイベント
- タイ族の水かけ祭り（撥水節、4月13日～16日）
- イ族の火祭り（旧暦6月24日）
- ジーヌオ族の新米祭り（新米節、7月下旬から8月初旬）

## 交通
住所は、雲南省昆明市滇池路1310号。バスは市中心から、44番、73番、A1番がある。ここから、西山森林公園へ滇池の上を超えて行くケーブルカーが出ている。